# Banca en California
Bancaria en California es una iniciativa iniciada por el gobernador de California, Arnold Schwarzenegger, el 12 de diciembre de 2008, para ayudar a los californianos a abrir una cuenta bancaria. El programa buscaba estimular a las instituciones financieras a relajar los requisitos de identificación para abrir una cuenta bancaria para incluir tarjetas CID Mexicanas y Guatemaltecas, así como otras tarjetas CID. Los alcaldes de California están siendo reclutados para promover el programa que actualmente incluye a San Francisco con Fresno, Los Ángeles, Oakland y San José en breve.
El programa fue anunciado por primera vez por el gobernador Schwarzenegger y el expresidente Bill Clinton en el Wall Street Journal el 24 de enero de 2008. California fue alabado como el primer estado en la nación de iniciar una iniciativa de este tipo y se coordinaría con la Corporación Federal de Seguro de Depósitos. Se trataba de llevar a los "no bancarizados" hasta las instituciones financieras con cuentas de arranque, mediante el cual se espera atraer más dinero al sistema financiero para hacer crecer la economía y ayudar a construir la riqueza de los no bancarizados.

## Crítica
Clinton y Schwarzenegger afirman que "no le costará un centavo a los contribuyentes". Sin embargo, la participación de la FDIC que ejerce presión a los alcaldes para reunir a las instituciones en sus comunidades se traducen en utilización de los recursos del gobierno, y alguien tenía que coordinar para conseguir desarrollar el sitio web de Banka en California Archivado el 21 de febrero de 2009 en Wayback Machine.. Otros argumentan que ayudará a los bancos de California para "blanquear las ganancias ilícitas de millones de extranjeros ilegales", y que "los californianos no necesitan ayuda para abrir cuentas bancarias, es para inmigrantes ilegales."